# Hudspeth County
Hudspeth County är ett administrativt område i delstaten Texas, USA, med 3 476 invånare (2010). Den administrativa huvudorten (county seat) är Sierra Blanca.
Del av Guadalupe Mountains nationalpark ligger i countyt.

## Geografi
Enligt United States Census Bureau har countyt en total area på 11 841 km². 11 839 km² av den arean är land och 2 km² är vatten.

### Angränsande countyn
- Otero County, New Mexico - norr
- Culberson County - öster
- Jeff Davis County - sydost
- El Paso County - väster
- Mexiko - söder

### Orter
- Dell City
- Sierra Blanca, huvudort